# Live Experience Tour
Live Experience Tour foi a décima quarta turnê oficial da cantora brasileira Ivete Sangalo, iniciada em 2019 para a divulgação de seu álbum ao vivo, Live Experience.

## Desenvolvimento
Após o término da Turnê 2018/2019, a Live Experience Tour estreou em 26 de abril de 2019 em São Paulo, SP, sendo a terceira vez que uma digressão começa fora do nordeste. O repertório foi constituído de grandes sucessos dos 25 anos de carreira de Ivete, incluindo algumas já não interpretadas por ela há algum tempo, como "Nabucodonosor", "Abalou" e "Margarida Perfumada", porém o projeto não foi preenchido majoritariamente com os grandes sucessos de sua carreira. Também foram incluídas versões de "Cheguei Pra Te Amar" com a participação de Sebastian Yatra, em português e espanhol.
Pouco antes da estreia, Ivete recebeu alguns jornalistas para uma entrevista coletiva, onde contou mais detalhes da turnê e dos próximos lançamentos. Segundo ela, a turnê com este formato poderá viajar por todo Brasil, com cenário e figurino completo, ainda que este não seja o único que será apresentado devido aos custos. Ela também contou que pretende recriar as parcerias do DVD ao vivo sempre que possível. Ao entrar no local do show de estreia, no Allianz Parque, Ivete recriou o cenário elaborado para o DVD Live Experience, com as esferas prateadas nas laterais do palco e iluminação circular no teto, trazendo o mesmo clima e com o repertório igual ao do dvd.

## Público
No Uruguai foram vendidos mais de 15 mil ingressos, na Antel Arena.

## Repertório
1°bloco
1. "Essa Distância"
2. "Abalou"
3. "Tempo de Alegria"
4. "Teleguiado"
5. "Cadê Dalila?" / "Nabucodonosor"
6. "Empurra, Empurra"
7. "Mainha Gosta Assim"

2°bloco
1. "Cheguei Pra Te Amar / Yo Te Vine a Amar"
2. "Delira na Guajira"
3. "Doces Lábios"
4. "O Doce"
5. "Margarida Perfumada"
6. "Céu da Boca"
7. "Meu Peito Dispara"
8. "Faraó Divindade do Egito / Ladeira do Pelô / Doce Obsessão"
9. "Lambada (Corpo Molinho)"
10. "Eva"
11. "Gostava Tanto de Você"
12. "Além do Horizonte"
13. "Beleza Rara"
14. "É Por Isso Que a Gente Combina"
15. "O Nosso Amor Venceu"
16. "Frisson"

3°bloco
1. "No Groove (Pega, Pega, Pega)"
2. "Oba, Eu Vou Já / Lambada de Delícia / O Coco"
3. "Cupido Vadio"
4. "Pra Frente"
5. "Levada Louca"

ENCORE:
1. "I Will Survive / Can't Take My Eyes of You / Celebrate / It's Raining Men / Holiday / The Rhythm of the Night"
2. "Penso"
3. "Festa"
4. "Sorte Grande"
5. "Muito Obrigado Axé"
6. "De Ladinho"
7. "Arerê/País Tropical"

## Datas
Apresentações em palco
| Data                         | Cidade               | País           | Local                                    |
| ---------------------------- | -------------------- | -------------- | ---------------------------------------- |
| América do Sul               |                      |                |                                          |
| 26 de abril de 2019          | São Paulo            | Brasil         | Espaço das Américas                      |
| 9 de maio de 2019            | Mata de São João     | Brasil         | Iberostar Praia do Forte                 |
| 18 de maio de 2019           | Olinda               | Brasil         | Classic Hall                             |
| 25 de maio de 2019           | Brasília             | Brasil         | Praça das Fontes                         |
| 1 de junho de 2019[A]        | Trancoso             | Brasil         | Teatro L'Occitane                        |
| 8 de junho de 2019           | Mata de São João     | Brasil         | Tivoli Ecoresort Praia do Forte          |
| 13 de junho de 2019          | Feira de Santana     | Brasil         | Estádio Jóia da Princesa                 |
| 14 de junho de 2019[B]       | Petrolina            | Brasil         | Pátio de Eventos Ana das Carrancas       |
| 16 de agosto de 2019[C]      | Barretos             | Brasil         | Parque do Peão                           |
| 24 de agosto de 2019[D]      | Vitória da Conquista | Brasil         | Parque de Exposições Teopompo de Almeida |
| Europa                       |                      |                |                                          |
| 30 de agosto de 2019[E]      | Crato                | Portugal       | Campo 1° de Maio                         |
| 8 de setembro de 2019[F]     | Lisboa               | Portugal       | Torre de Belém                           |
| América do Sul               |                      |                |                                          |
| 15 de setembro de 2019[G]    | Salvador             | Brasil         | Parque de Exposições de Salvador         |
| 29 de setembro de 2019[H]    | Rio de Janeiro       | Brasil         | Parque Olímpico da Barra                 |
| 12 de outubro de 2019        | Montevidéu           | Uruguai        | Antel Arena                              |
| 16 de novembro de 2019       | Taguaí               | Brasil         | Horas Piedade                            |
| 22 de novembro de 2019       | Jaguariúna           | Brasil         | RED Eventos                              |
| 23 de novembro de 2019[I]    | São Paulo            | Brasil         | Arena Anhembi                            |
| 30 de novembro de 2019       | Rio de Janeiro       | Brasil         | Jeunesse Arena                           |
| 21 de dezembro de 2019[J]    | Aracaju              | Brasil         | Arena de Eventos                         |
| 28 de dezembro de 2019       | Guarapari            | Brasil         | Cafe de la Musique                       |
| 29 de dezembro de 2019[K]    | Itacaré              | Brasil         | Praia de Itacaré                         |
| 31 de dezembro de 2019[L][M] | Salvador             | Brasil         | Arena Daniela Mercury - Boca do Rio      |
| 31 de dezembro de 2019[L][M] | Mata de São João     | Brasil         | Condomínio Praia Bella                   |
| América do Norte             |                      |                |                                          |
| 19 de janeiro de 2020[N]     | Orlando              | Estados Unidos | Universal Music Plaza Stage              |
| América do Sul               |                      |                |                                          |
| 24 de janeiro de 2020        | Belém                | Brasil         | Hangar Centro de Convenções              |
| 1 de fevereiro de 2020[O]    | Salvador             | Brasil         | Arena Fonte Nova                         |

Apresentações em trio elétrico
| Data                       | Cidade        | País   | Local                               |
| -------------------------- | ------------- | ------ | ----------------------------------- |
| 27 de julho de 2019[P]     | Fortaleza     | Brasil | Cidade Fortal                       |
| 28 de julho de 2019[P]     | Fortaleza     | Brasil | Cidade Fortal                       |
| 19 de outubro de 2019[Q]   | Teresina      | Brasil | Avenida Raul Lopes                  |
| 26 de outubro de 2019[R]   | Salvador      | Brasil | Wet 'n Wild                         |
| 15 de novembro de 2019[S]  | Florianópolis | Brasil | Passarela Nego Quirido              |
| 15 de dezembro de 2019[T]  | Natal         | Brasil | Praça de Eventos da Arena das Dunas |
| 22 de fevereiro de 2020[U] | Salvador      | Brasil | Circuito Barra-Ondina               |
| 23 de fevereiro de 2020[U] | Salvador      | Brasil | Circuito Barra-Ondina               |
| 24 de fevereiro de 2020[U] | Salvador      | Brasil | Circuito Barra-Ondina               |
| 25 de fevereiro de 2020[V] | Salvador      | Brasil | Circuito Campo Grande               |
| 17 de outubro de 2020[R]   | Salvador      | Brasil | Wet 'n Wild                         |
| 4 de junho de 2021[W]      | São Paulo     | Brasil | Arena Anhembi                       |

Outras apresentações
| Data                       | Cidade           | País           | Local                           |
| -------------------------- | ---------------- | -------------- | ------------------------------- |
| 2 de maio de 2019          | Portimão         | Portugal       | ‎Penina Hotel & Golf Resort      |
| 29 de maio de 2019[X]      | São Paulo        | Brasil         | Casa Fasano                     |
| 26 de julho de 2019[Y]     | Itabuna          | Brasil         | Teatro Municipal Candinha Dória |
| 7 de agosto de 2019[Z]     | São Paulo        | Brasil         | Theatro Municipal de São Paulo  |
| 10 de outubro de 2019[1A]  | São Paulo        | Brasil         | WTC Golden Hall                 |
| 11 de dezembro de 2019[1B] | Mata de São João | Brasil         | Iberostar Praia do Forte        |
| 18 de janeiro de 2020[1C]  | Orlando          | Estados Unidos | Exploria Stadium                |
| 29 de janeiro de 2020[1D]  | Rio de Janeiro   | Brasil         | Teatro Multiplan VillageMall    |

- A Parte do "San Island Weekend"[8]
- B Parte do "São João de Petrolina"[9]
- C Parte da "Festa do Peão de Barretos"[10]
- D Parte do "Festival de Inverno Bahia"[11]
- E Parte do "Festival do Crato"[12]
- F Parte da festa "Rock in Rio Lisboa 15 Anos"[13]
- G Parte do "Salvador Fest"[14]
- H Parte do "Rock in Rio"
- I Parte do "Festival Eletriza"[15]
- J Parte do "Fest Verão Sergipe"[16]
- K Parte do "Réveillon N°1"[17]
- L O show em Salvador faz parte do "Festival da Virada Salvador"[18]
- M O show em Mata de São João faz parte do "Réveillon Simplesmente Luxo"[19]
- N Parte do "Florida Cup Fan Fest"[20]
- O Parte do "Festival de Verão Salvador"
- P Parte do "Bloco Village" - "Fortal"[21]
- Q Parte do "Bloco Village" - "Micarina"[22]
- R Parte do "Bloco Village" - "Micareta Salvador"[23]
- S Parte do "Folianópolis"[24]
- T Parte do "Bloco Village" - "Carnatal"[25]
- U Parte do "Bloco Coruja" - "Carnaval de Salvador"
- V Parte da "Pipoca da Veveta" - "Carnaval de Salvador"
- W Parte do "Bloco Village" - "Micareta São Paulo"
- X Parte da "Gala do Amor"[26]
- Y Parte da inauguração do Teatro Municipal Candinha Dória[27]
- Z Parte do evento "Amores Acústicos"[28]
- 1A Parte do evento "Conexão Globosat"[29]
- 1B Parte da convenção de fim de ano da "Natura"[30]
- 1C Apresentação na final da "Florida Cup"
- 1D Show "Ivete Intimista"[31]

### Shows cancelados
| Data                | Cidade         | País   | Local                   |
| ------------------- | -------------- | ------ | ----------------------- |
| 7 de junho de 2019  | Campina Grande | Brasil | Parque do Povo          |
| 11 de abril de 2020 | Guarujá        | Brasil | Arena Sunset Jequitimar |
| 27 de junho de 2020 | Aichi          | Japão  | Aichi Sky Expo          |